# NGC 6875
NGC 6875 (również PGC 64296) – galaktyka eliptyczna (E/SB0), znajdująca się w gwiazdozbiorze Lunety. Odkrył ją John Herschel 1 lipca 1834 roku.